# Kielder Forest
Kielder Forest is een aangeplant bos in het graafschap Northumberland, Engeland. Het omgeeft het dorp Kielder en het Kielder Water reservoir. Het is het grootste bos in Engeland en een van de grootste aangelegde bossen in Europa, 3/4 deel van het gebied van 650 km² bestaat uit bos. Landschappelijk maakt het deel uit van het Border Forest Park, langs de grens van Engeland en Schotland. Het zuidelijkste deel ligt niet ver van de Romeinse muur van keizer Hadrianus.

## Geschiedenis
Het gebied is eigendom van, en wordt onderhouden door, de Forestry Commission van het Verenigd Koninkrijk die het initiatief nam voor de eerste aanplant in 1920 en de jaren erna. In de jaren dertig voorzag het Ministerie van Arbeid in arbeidskrachten vanuit de grote aantallen werklozen. Velen van hen kwamen uit de mijnbouwstreken en van de scheepswerven van North East England. Ze werden gehuisvest in barakken in de aan te planten gebieden. Ook werden dorpjes zoals Stonehaugh gebouwd zodat werklozen met hun gezinnen konden overkomen.
Vóór de jaren twintig bestond het gebied hoofdzakelijk uit open heide, hoogveen en grasland met plaatselijk bos langs beken en op steile hellingen. Het werd gebruikt als graasgebied voor schapen en de jacht op gevogelte. De Forestry Commission kocht met publieke geldmiddelen terreinen in het hele land, met als doel een strategische houtreserve voor het land op te bouwen. Tot in de jaren 60 was dit het belangrijkste doel. Daarna werden het bieden van gelegenheid tot recreatie, en aandacht voor natuur en milieu, even belangrijk als het aanhouden van een bosbestand voor houtproductie. Tegenwoordig is het gebied bij Kielder nog steeds staatseigendom, de ontwikkeling van een aangeplant bos met maar één doel naar een multi-purpose bos weerspiegelt de verandering van bosbouw in het Verenigd Koninkrijk.

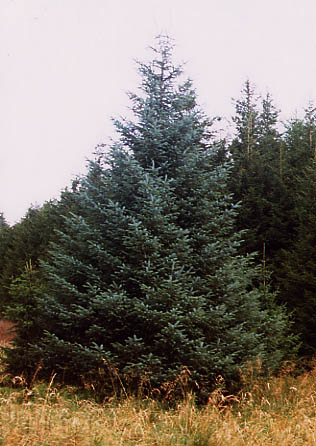
Sitkaspar in Kielder Forest

## Geografie
De naam 'Kielder Forest' wordt ook wel gebruikt voor het grotere gebied met heuvels en heidevelden die de aangeplante bossen omgeven.  Geleidelijk gaan de heuvels over in de Cheviots in het noordoosten. De hoogste heuvel, Peel Fell op de Schotse grens, meet 602 meter, daar liggen ook de Marilyn hill en Larriston Fells. Deze heuvels liggen erg afgelegen omdat het gebied weinig wegen en woonkernen heeft.

## Bomen
De bossen worden gedomineerd door naaldbomen. De Sitka spar beslaat 75% van het aangeplante areaal; deze soort gedijt goed in de vochtige condities van Noord-Engeland. Andere soorten zijn de fijnspar en draaiden, die elk 9% van het gebied bedekken. Ten slotte kan men er nog de grove den, lariks, douglasspar, berk, prunus, lijsterbes, eik, beuk en wilg aantreffen. Bij de herplant van gekapte delen wordt er tegenwoordig naar gestreefd op daarvoor geschikte bodems het aandeel loofbomen te vergroten.

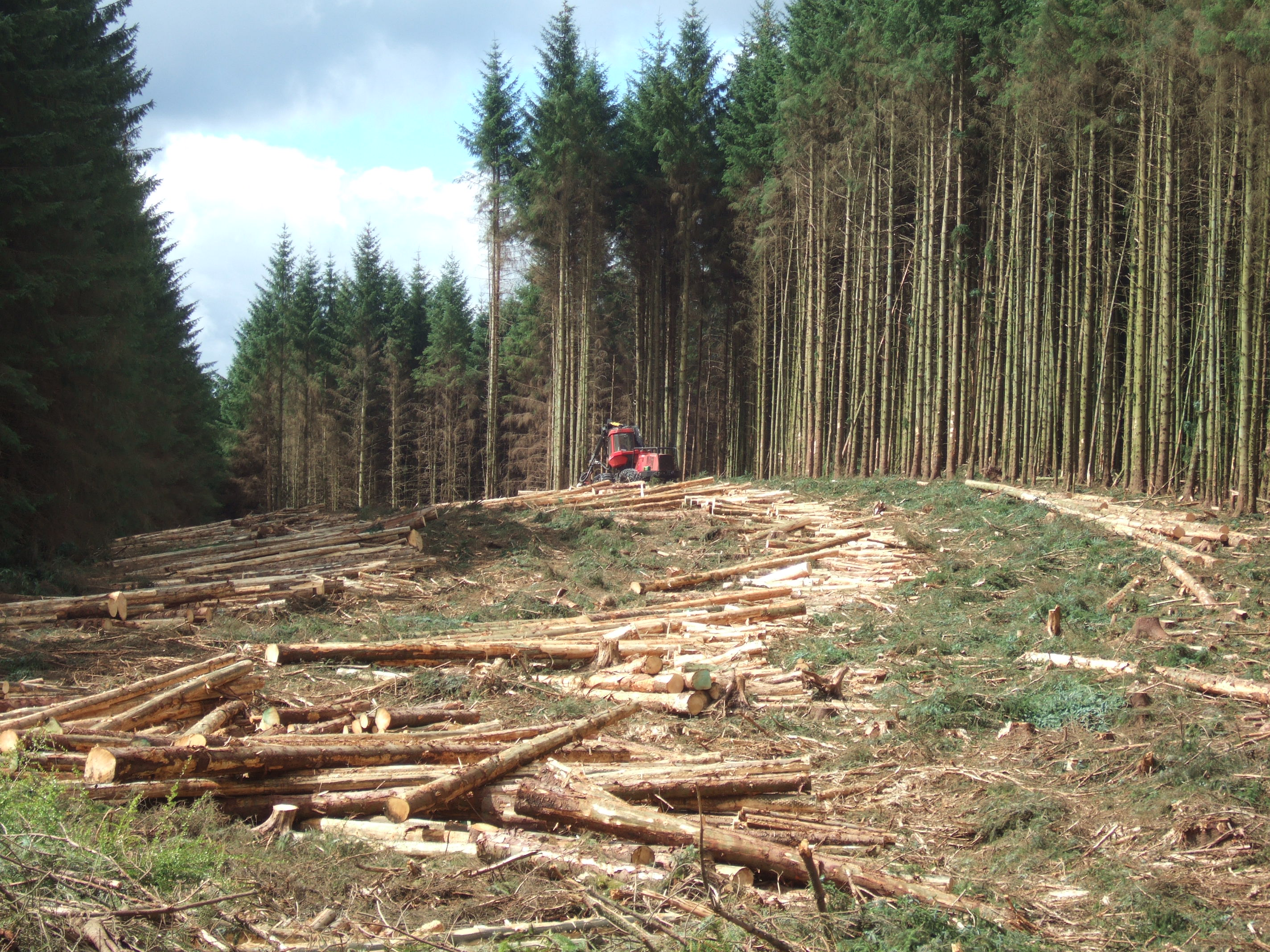
Houtkap

## Houtproductie
Jaarlijks wordt 540.000 kubieke meter hout geoogst (≈ 1.000 hectare) om plaatselijke zagerijen, versnipperaars, pulpproducenten en andere afnemers te voorzien. Het grootste deel hiervan komt beschikbaar uit kaalslag; ongeveer 10% is afkomstig van continue selectieve houtkap waarbij een deel van het geboomte blijft staan. Dit uitdunnen wordt vooral toegepast in delen waar recreanten komen en delen die minder vatbaar zijn voor stormschade. Bij kaalslag wordt voornamelijk gebruik gemaakt van mechanische units waarvan er per dag verspreid over het gebied 20 à 30 bezig zijn met vellen. Belangrijke afnemers zijn een pulpfabriek in Workington, Cumbria die karton produceert en een spaanplaatproducent in het nabijgelegen Hexham. Een andere grote afnemer is een biomassa-energiecentrale van SEMBCORP in Teesside.

Het hout wordt FSC-gecertificeerd. De kaalslag wordt herplant met een mix van naald- en loofbomen, tevens wordt de gelegenheid benut om de hoeveelheid open ruimte te vergroten en de habitat langs oevers van beken te verbeteren. De bescherming van deze riparische zones is van belang bij houtkap. De onaangetaste bodem en vegetatie langs riviertjes zorgt voor schaduw en humus en de bodemerosie vanuit een naastgelegen gekapt perceel wordt tegengegaan.

Rond 2020 en volgende jaren wordt enige daling van de houtproductie verwacht, in lijn met de aanplantprogramma's van 50 tot 70 jaar geleden.

## Natuur
Het gebied kent een aantal plaatsen van natuurwetenschappelijk belang, vooral in de hoger gelegen venen en heidevelden. Er is een herstelprogramma voor moerassige vennen gaande. Het bos is een van de weinige gebieden in Engeland waar de rode eekhoorn voorkomt en is een geschikte habitat voor roofvogels. In 2009 nestelde een paartje visarenden die daarna elk jaar terugkwamen; een tweede paar volgde in 2011. In 2014 vlogen er acht jongen uit en in 2016 waren er drie broedparen. Een grote populatie edelherten moet actief worden beheerd.
In de bossen zijn archeologische overblijfselen te vinden die getuigen van de soms turbulente geschiedenis van het gebied.

## Recreatie

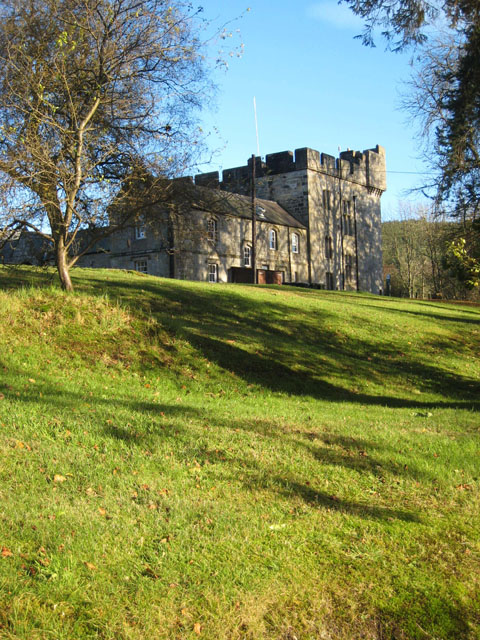
Kielder Castle

### Kielder Castle
Het Kielder Castle bezoekerscentrum is gevestigd in een 18e-eeuws jachtslot gebouwd voor de Hertog van Northumberland. Het ligt even buiten het dorp Kielder aan de bovenloop van het North Tyne riviertje.
Het kasteel is een van de uitgangspunten voor een toenemend aantal recreatiefaciliteiten zoals wandel- fiets- en mountainbikeroutes. Hoewel er geen aparte ruiterpaden zijn is paardrijden vrijwel overal toegestaan. Er wordt gezegd dat in 1790 nabij het kasteel een voetbalwedstrijd plaatsvond tussen een team uit het dal van de Tyne en één uit Redesdale.

### Andere attracties
De streek herbergt een aantal voorwerpen van kunst en architectuur zoals de Skyspace ontworpen door James Turrell en de Wave Chamber, een camera obscura in een grot. 
Ook is er een ruimte-observatorium gevestigd.
In 2010 opende de voormalige lange-afstands atleet Steve Cram de Kielder Marathon, een parcours rond het meer.  
De plaatselijke autoriteiten hebben tegenwoordig de straatverlichting verminderd om donkerder nachten in de Kielder bossen te bereiken en ze sponsoren observatie-faciliteiten om bezoekers naar de donkerste hemel in Groot-Brittannië te trekken.